# Ludwig Mathes
Ludwig Mathes (Kaiserslautern, 1908. november 23.   – Északi-tenger, 1940. március 13.) német tengeralattjáró-kapitány volt a második világháborúban.

## Pályafutása
Ludwig Mathes 1928. október 10-én lépett be a haditengerészetbe, a tengeralattjárós egységnél 1935-től szolgált. 1937. június 1-jén sorhajóhadnaggyá, majd 1940. március 1-jén korvettkapitánnyá léptették elő. Három tengeralattjáró kapitánya volt, amelyekkel három őrjáraton vett részt.
Mathes első járőrszolgálatát 1940. január 6-án kezdte meg, és február 9-én tért vissza Wilhelmshavenbe. Nyolc hajót süllyesztett el Spanyolországtól északra és Portugáliától nyugatra, ezek összesített vízkiszorítása 30 885 brt volt. Az egy harci küldetés alatt elért eredmények listáján ez az ötödik legmagasabb lett a háborúban. Karl Dönitz tökéletesen végrehajtott missziónak nevezte az őrjáratot. Mathes következő küldetésének első napján brit aknára futott tengeralattjárójával, és teljes legénységével együtt elpusztult. Halála után korvettkapitánnyá léptették elő, és ezzel évfolyamából ő lett az első, aki ezt a rangot elérte.

## Összegzés
| Hajója | Parancsnoki szolgálata                     | Őrjáratok száma | Őrjáratok hossza (nap) | Eltalált hajók száma | Eltalált hajók vízkiszorítása (brt) |
| ------ | ------------------------------------------ | --------------- | ---------------------- | -------------------- | ----------------------------------- |
| U–6    | 1935. szeptember 7. – 1937. szeptember 30. | 0               | 0                      | 0                    | 0                                   |
| U–9    | 1937. október 1. – 1939. szeptember 18.    | 1               | 28                     | 0                    | 0                                   |
| U–44   | 1939. november 4. – 1940. március 13.      | 2               | 36                     | 8                    | 30 885                              |
|        | Összesen                                   | 3               | 58                     | 8                    | 30 885                              |

## Elsüllyesztett hajók
| Búvárhajó | Nap              | Hajó                    | Nemzetisége   | Vízkiszorítása (brt) |
| --------- | ---------------- | ----------------------- | ------------- | -------------------- |
| U–44      | 1940. január 15. | Fagerhaim               | Norvégia      | 1590                 |
| U–44      | 1940. január 15. | Arendskerk              | Hollandia     | 7906                 |
| U–44      | 1940. január 16. | Panachrandos            | Görögország   | 4661                 |
| U–44      | 1940. január 18. | Canadian Reefer         | Dánia         | 1831                 |
| U–44      | 1940. január 20. | Ekatontarchos Dracoulis | Görögország   | 5328                 |
| U–44      | 1940. január 24. | Alsacien                | Franciaország | 3819                 |
| U–44      | 1940. január 25. | Tourny                  | Franciaország | 2769                 |
| U–44      | 1940. január 28. | Flora                   | Görögország   | 2980                 |